# Inezia inornata
El piojito picudo (en Argentina y Paraguay) (Inezia inornata), también denominado inezia simple (en Perú) o inezia sencilla, es una especie de ave paseriforme de la familia Tyrannidae  perteneciente al género Inezia. Es nativo del centro de América del Sur.

## Distribución y hábitat
Se distribuye desde el sureste de Perú (Madre de Dios), norte y este de Bolivia, adyacente suroeste de Brasil (Mato Grosso, Mato Grosso do Sul, al norte hasta Rondônia), norte de Paraguay, y noroeste de Argentina (Salta, Jujuy, oeste de Formosa). La zona de reproducción es incierta, probablemente sea visitante no reproductivo en Perú, norte de Bolivia y Brasil donde solo se encuentra al norte del paralelo 17° en los inviernos australes; datos de especímenes indican que reproduzca tan al norte como en Beni (Bolivia).
Esta especie es considerada poco común en sus hábitats naturales: los bosques y matorrales del chaco, bosques riparios (con predominancia de Cecropia y Tessaria) y bordes de selvas húmedas y de várzea, hasta los 500 m de altitud.

## Descripción
Mide 10 cm de longitud. La cabeza es gris con una pequeña lista superciliar blanca, base de la mandíbula clara; el dorso es oliva con las alas morenas con dos listas blancas. Por abajo es blancuzca, con el vientre teñido de amarillo pálido.

## Comportamiento
Revuelve el follaje en busca de alimento a varias alturas, a menudo sacudiendo parcialmente la cola.

### Vocalización
Vocaliza mucho. Su canto es un trinado rápido y fino, un «psirrrrrr» descendiente.

## Sistemática

### Descripción original
La especie I. inornata fue descrita por primera vez por el ornitólogo italiano Tommaso Salvadori en 1897 bajo el nombre científico Serpophaga inornata; la localidad tipo es «San Francisco, Tarija, Bolivia».

### Etimología
El nombre genérico femenino «Inezia» conmemora a Enriqueta Inez Cherrie (1898-1943) hija del ornitólogo estadounidense autor del género George Kruck Cherrie; y el nombre de la especie «inornata», proviene del latín «inornatus» que significa ‘liso, sin adornos’.

### Taxonomía
El género Inezia es probablemente polifilético de acuerdo a Fitzpatrick (2004).
La presente especie estuvo desde su descripción y por mucho tiempo colocada en el género Serpophaga. Es monotípica.